# Silnice II/256
Silnice II/256 je silnice II. třídy, která vede z Lomu do Liběšic. Je dlouhá 12,4 km. Prochází jedním krajem a jedním okresem.

## Vedení silnice

### Ústecký kraj, okres Most
- Lom (křiž. I/27)
- Mariánské Radčice (křiž. III/2564)
- Braňany (křiž. III/2538)
- Želenice
- Liběšice (křiž. I/13, III/25314)